# Pwd

pwd (англ. present working directory — текущий рабочий каталог; или print working directory — вывести рабочий каталог) — консольная утилита в UNIX-подобных системах, которая выводит полный путь от корневого каталога к текущему рабочему каталогу: в контексте которого (по умолчанию) будут исполняться вводимые команды.

## Пример работы
```
bash-3.00$ cd /export/home/sergey/
bash-3.00$ pwd
/export/home/sergey
bash-3.00$

$ CURR_DIR=`pwd`
или
$ CURR_DIR=$(pwd)
...
$ cd $CURR_DIR

```